# Họ Đa tích
Dasticaceae là một họ thực vật có hoa thuộc bộ Bầu bí, với chỉ 2 loài trong một chi Datisca. Họ này là các loài cây thân thảo mảnh dẻ, không lông, với các lá mọc so le, dạng lá kép lông chim, mép lá có khía răng cưa. Các loài này là dạng đơn tính khác gốc (dioecious) hay dạng có hoa đực + lưỡng tính (androdioecious). Bao hoa dạng lá đài 3-9, đài hoa: 3-9 (hoa đực) hay 3-8 (hoa cái+lưỡng tính). Bộ nhị 3-5 (hoa lưỡng tính) hoặc 8-25 (hoa đực). Bộ nhụy dạng quả tụ, 3-5 lá noãn. Bầu nhụy 1 ngăn. Quả nang nẻ ra, không cùi thịt, chứa 30-100 hạt.
Trong hệ thống Cronquist năm 1981 thì họ này được xếp trong bộ Hoa tím (Violales) và bao gồm cả hai loài trong các chi Octomeles/Tetrameles của họ Thung (Tetramelaceae).

## Các loài
- Dastica cannabina (đồng nghĩa D. glabra, D. nepalensis, Cannabina laevis): Trung Đông và Trung Á.
- Dastica glomerata (đồng nghĩa: Cannabina glomerata, Tricerastes glomerata): tây nam Hoa Kỳ.

## Sử dụng
Trước đây, một loại thuốc nhuộm màu vàng dành cho lụa được sản xuất từ rễ, thân và lá của D. cannabina.

## Hình ảnh

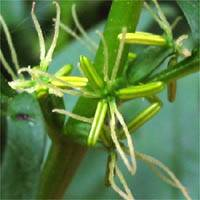
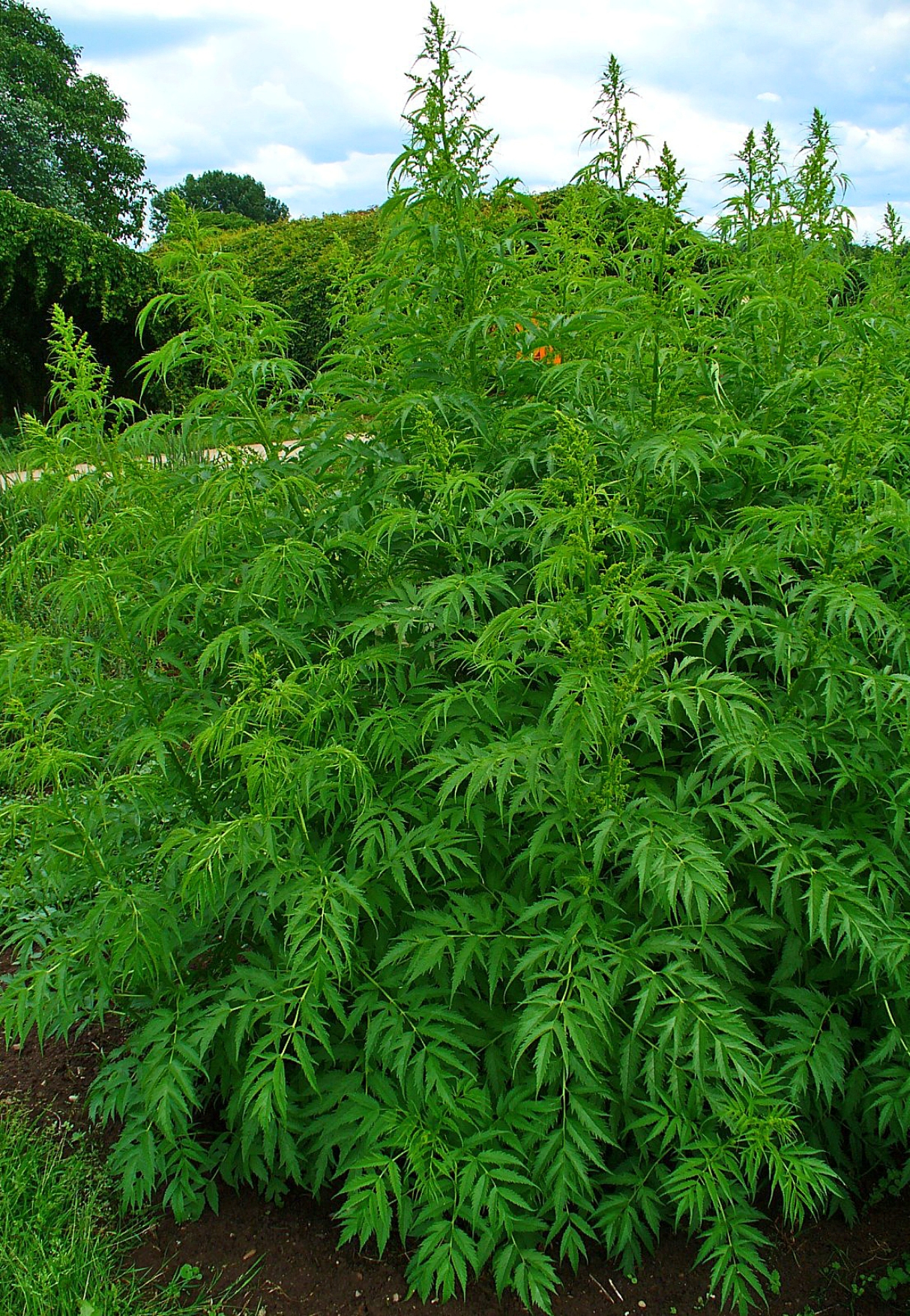